# Nikola Mektić
Nikola Mektić (Zagreb, 24 december 1988) is een Kroatisch tennisspeler. Hij heeft 25 toernooien gewonnen in het dubbelspel. Hij heeft drie challengers in het enkelspel en negen in het dubbelspel op zijn naam staan. In 2021 behaalde hij met zijn dubbelpartner Mate Pavić de gouden medaille op de Olympische Spelen 2020.

## Palmares
| Legenda               |
| --------------------- |
| Grand Slam            |
| Olympische Spelen     |
| ATP Finals            |
| ATP Tour Masters 1000 |
| ATP Tour 500          |
| ATP Tour 250          |

### Mannendubbelspel
| Nr.                                   | Datum             | Toernooi             | Ondergrond    | Partner          | Tegenstanders in finale                   | Score                            |         |
| ------------------------------------- | ----------------- | -------------------- | ------------- | ---------------- | ----------------------------------------- | -------------------------------- | ------- |
| gewonnen finales mannendubbelspel     |                   |                      |               |                  |                                           |                                  |         |
| 1.                                    | 19 februari 2017  | ATP Memphis          | Hardcourt (i) | Brian Baker      | Ryan Harrison Steve Johnson               | 6-3, 6-4                         | Details |
| 2.                                    | 30 april 2017     | ATP Boedapest        | Gravel        | Brian Baker      | Juan Sebastián Cabal Robert Farah Maksoud | 7-6, 6-4                         | Details |
| 3.                                    | 15 april 2018     | ATP Marrakesh        | Gravel        | Alexander Peya   | Benoit Paire Édouard Roger-Vasselin       | 7-5, 3-6, [10-7]                 | Details |
| 4.                                    | 13 mei 2018       | ATP Madrid           | Gravel        | Alexander Peya   | Bob Bryan Mike Bryan                      | 5-3, opgave                      | Details |
| 5.                                    | 10 februari 2019  | ATP Sofia            | Hardcourt (i) | Jürgen Melzer    | Hsieh Cheng-peng Christopher Rungkat      | 6-2, 4-6, [10-2]                 | Details |
| 6.                                    | 16 maart 2019     | ATP Indian Wells     | Hardcourt     | Horacio Zeballos | Łukasz Kubot Marcelo Melo                 | 4-6, 6-4, [10-3]                 | Details |
| 7.                                    | 21 april 2019     | ATP Monte Carlo (1)  | Gravel        | Franko Škugor    | Robin Haase Wesley Koolhof                | 6-7(3), 7-6(3), [11-9]           | Details |
| 8.                                    | 22 november 2020  | ATP Finals           | Hardcourt (i) | Wesley Koolhof   | Jürgen Melzer Édouard Roger-Vasselin      | 6-2, 3-6, [10-5]                 | Details |
| 9.                                    | 12 januari 2021   | ATP Antalya          | Hardcourt     | Mate Pavić       | Ivan Dodig Filip Polášek                  | 6-2, 6-4                         | Details |
| 10.                                   | 7 februari 2021   | ATP Melbourne 2      | Hardcourt     | Mate Pavić       | Jérémy Chardy Fabrice Martin              | 7-6(2), 6-3                      | Details |
| 11.                                   | 7 maart 2021      | ATP Rotterdam        | Hardcourt (i) | Mate Pavić       | Kevin Krawietz Horia Tecău                | 7-6(7), 6-2                      | Details |
| 12.                                   | 3 april 2021      | ATP Miami            | Hardcourt     | Mate Pavić       | Daniel Evans Neal Skupski                 | 6-4, 6-4                         | Details |
| 13.                                   | 18 april 2021     | ATP Monte Carlo (2)  | Gravel        | Mate Pavić       | Daniel Evans Neal Skupski                 | 6-3, 4-6, [10-7]                 | Details |
| 14.                                   | 16 mei 2021       | ATP Rome             | Gravel        | Mate Pavić       | Rajeev Ram Joe Salisbury                  | 6-4, 7-6(4)                      | Details |
| 15.                                   | 26 juni 2021      | ATP Eastbourne       | Gras          | Mate Pavić       | Rajeev Ram Joe Salisbury                  | 6-4, 6-3                         | Details |
| 16.                                   | 10 juli 2021      | Wimbledon            | Gras          | Mate Pavić       | Marcel Granollers Horacio Zeballos        | 6-4, 7-6(5), 2-6, 7-5            | Details |
| 17.                                   | 30 juli 2021      | Olympische Spelen    | Hardcourt     | Mate Pavić       | Marin Čilić Ivan Dodig                    | 6-4, 3-6, [10-6]                 | Details |
| 18.                                   | 15 mei 2022       | ATP Rome (2)         | Gravel        | Mate Pavić       | John Isner Diego Schwartzman              | 6–3, 6–7(6–8), [12–10]           | Details |
| 19.                                   | 21 mei 2022       | ATP Genève           | Gravel        | Mate Pavić       | Pablo Andújar Matwé Middelkoop            | 2–6, 6–2, [10–3]                 | Details |
| 20.                                   | 19 juni 2022      | ATP Londen           | Gras          | Mate Pavić       | Lloyd Glasspool Harri Heliövaara          | 3–6, 7–6(3), [10–6]              | Details |
| 21.                                   | 25 juni 2022      | ATP Eastbourne       | Gras          | Mate Pavić       | Matwé Middelkoop Luke Saville             | 7–6(3), 7–6(5)                   | Details |
| 22.                                   | 9 oktober 2022    | ATP Astana           | Hardcourt (i) | Mate Pavić       | Adrian Mannarino Fabrice Martin           | 6–4, 6–2                         | Details |
| 23.                                   | 14 januari 2023   | ATP Auckland         | Hardcourt     | Mate Pavić       | Nathaniel Lammons Jackson Withrow         | 6–4, 6–7(5), [10–6]              | Details |
| 24.                                   | 18 juni 2023      | ATP Stuttgart        | Gras          | Mate Pavić       | Kevin Krawietz Tim Pütz                   | 7–6(2), 6–3                      | Details |
| 25.                                   | 1 juli 2023       | ATP Eastbourne       | Gras          | Mate Pavić       | Ivan Dodig Austin Krajicek                | 6–4, 6–2                         | Details |
| verloren finales mannendubbelspel     |                   |                      |               |                  |                                           |                                  |         |
| 1.                                    | 24 juli 2016      | ATP Umag             | Gravel        | Antonio Šančić   | Martin Kližan David Marrero               | 4-6, 2-6                         | Details |
| 2.                                    | 1 oktober 2017    | ATP Shenzhen         | Hardcourt     | Nicholas Monroe  | Alexander Peya Rajeev Ram                 | 3-6, 2-6                         | Details |
| 3.                                    | 11 februari 2018  | ATP Sofia            | Hardcourt (i) | Alexander Peya   | Robin Haase Matwé Middelkoop              | 7-5, 4-6, [4-10]                 | Details |
| 4.                                    | 25 februari 2018  | ATP Rio de Janeiro   | Gravel        | Alexander Peya   | David Marrero Fernando Verdasco           | 7-5, 5-7, [8-10]                 | Details |
| 5.                                    | 6 mei 2018        | ATP München          | Gravel        | Alexander Peya   | Ivan Dodig Rajeev Ram                     | 3-6, 5-7                         | Details |
| 6.                                    | 6 oktober 2019    | ATP Tokio            | Hardcourt     | Franko Škugor    | Nicolas Mahut Édouard Roger-Vasselin      | 6-7(7), 4-6                      | Details |
| 7.                                    | 23 februari 2020  | ATP Marseille        | Hardcourt (i) | Wesley Koolhof   | Nicolas Mahut Vasek Pospisil              | 3-6, 4-6                         | Details |
| 8.                                    | 10 september 2020 | US Open              | Hardcourt     | Wesley Koolhof   | Mate Pavić Bruno Soares                   | 5-7, 3-6                         | Details |
| 9.                                    | 20 maart 2021     | ATP Dubai            | Hardcourt     | Mate Pavić       | Juan Sebastián Cabal Robert Farah Maksoud | 6-7(0), 6-7(4)                   | Details |
| 10.                                   | 9 mei 2021        | ATP Madrid           | Gravel        | Mate Pavić       | Marcel Granollers Horacio Zeballos        | 6-1, 3-6, [8-10]                 | Details |
| 11.                                   | 15 augustus 2021  | ATP Montreal/Toronto | Hardcourt     | Mate Pavić       | Rajeev Ram Joe Salisbury                  | 3-6, 6-4, [3-10]                 | Details |
| 12.                                   | 19 februari 2022  | ATP Dubai            | Hardcourt     | Mate Pavić       | Tim Pütz Michael Venus                    | 3-6, 7-6(5) [14-16]              | Details |
| 13.                                   | 24 april 2022     | ATP Belgrado         | Gravel        | Mate Pavić       | Tim Pütz Michael Venus                    | 2-6, 6-3, [7-10]                 | Details |
| 14.                                   | 9 juli 2022       | Wimbledon            | Gras          | Mate Pavić       | Matthew Ebden Max Purcell                 | 6–7(5), 7–6(3), 6–4, 4–6, 6–7(2) | Details |
| 15.                                   | 20 november 2022  | ATP Finals           | Hardcourt (i) | Mate Pavić       | Rajeev Ram Joe Salisbury                  | 6–7(4), 4–6                      | Details |
| 16.                                   | 11 november 2023  | ATP Sofia            | Hardcourt (i) | Julian Cash      | Gonzalo Escobar Oleksandr Nedovjesov      | 3-6, 6-3, [11-13]                | Details |
| gewonnen challengers mannendubbelspel |                   |                      |               |                  |                                           |                                  |         |
| 1.                                    | 26 september 2010 | Ljubljana            | Gravel        | Ivan Zovko       | Marin Draganja Dino Marcan                | 3-6, 6-0, [10-3]                 |         |
| 2.                                    | 8 juli 2012       | Arad                 | Gravel        | Antonio Veić     | Marin Draganja Dino Marcan                | 7-6, 4-6, [10-3]                 |         |
| 3.                                    | 4 november 2012   | Montevideo           | Gravel        | Antonio Veić     | Blaž Kavčič Franko Škugor                 | 6-3, 5-7, [10-7]                 |         |
| 4.                                    | 15 september 2013 | Banja Luka           | Gravel        | Marin Draganja   | Dominik Meffert Aleksandr Nedovyesov      | 6-4, 3-6, [10-6]                 |         |
| 5.                                    | 28 juni 2015      | Milaan               | Gravel        | Antonio Šančić   | Christian Garín Juan Carlos Saez          | 6-3, 6-4                         |         |
| 6.                                    | 29 mei 2016       | Vicenza              | Gravel        | Andrej Goloebev  | Gastão Elias Fabricio Neis                | 6-3, 6-3                         |         |
| 7.                                    | 11 juni 2016      | Praag                | Gravel        | Tomasz Bednarek  | Zdeněk Kolář Matej Vocei                  | 6-4, 5-7, [10-7]                 |         |
| 8.                                    | 28 augustus 2016  | Manerbio             | Gravel        | Antonio Šančić   | Juan Ignacio Galarza Leonardo Mayer       | 7-5, 6-1                         |         |
| 9.                                    | 2 oktober 2016    | Orléans              | Hardcourt (i) | Franko Škugor    | Ariel Behar Andrei Vasilevski             | 6-2, 7-5                         |         |

### Gemengd dubbelspel
| Nr.                                 | Datum            | Toernooi        | Ondergrond | Partner            | Tegenstanders in finale            | Score            |         |
| ----------------------------------- | ---------------- | --------------- | ---------- | ------------------ | ---------------------------------- | ---------------- | ------- |
| gewonnen finales gemengd dubbelspel |                  |                 |            |                    |                                    |                  |         |
| 1.                                  | 1 februari 2020  | Australian Open | Hardcourt  | Barbora Krejčíková | Bethanie Mattek-Sands Jamie Murray | 5-7, 6-4, [10-1] | Details |
| verloren finales gemengd dubbelspel |                  |                 |            |                    |                                    |                  |         |
| 1.                                  | 8 september 2018 | US Open         | Hardcourt  | Alicja Rosolska    | Bethanie Mattek-Sands Jamie Murray | 6-2, 3-6, [9-11] | Details |

### Landencompetities
| Nr.              | Datum           | Toernooi  | Ondergrond    | Partner(s)                                                      | Tegenstanders                                     | Score               | Ref.    |
| ---------------- | --------------- | --------- | ------------- | --------------------------------------------------------------- | ------------------------------------------------- | ------------------- | ------- |
| Verloren finales |                 |           |               |                                                                 |                                                   |                     |         |
| 1.               | 5 december 2021 | Davis Cup | Hardcourt (i) | Andrej Roebljov Daniil Medvedev Karen Chatsjanov Aslan Karatsev | Marin Čilić Borna Gojo Nino Serdarušić Mate Pavić | 2-0 (2 wedstrijden) | details |

## Resultaten grote toernooien
| Legenda | Legenda                          |
| ------- | -------------------------------- |
| g.t.    | geen toernooi gehouden           |
| l.c.    | lagere categorie                 |
| –       | niet deelgenomen                 |
| G       | uitgeschakeld in de groepsfase   |
| 1R      | uitgeschakeld in de eerste ronde |
| 2R      | uitgeschakeld in de tweede ronde |
| 3R      | uitgeschakeld in de derde ronde  |
| 4R      | uitgeschakeld in de vierde ronde |
| KF      | uitgeschakeld in de kwartfinale  |
| HF      | uitgeschakeld in de halve finale |
| F       | de finale verloren               |
| W       | het toernooi gewonnen            |
| w-v     | winst/verlies-balans             |

### Mannendubbelspel
| grandslamtoernooien  |    |      |      |      |      |      |      |      |   |
| Australian Open      | –  | 3R   | 2R   | 3R   | 2R   | HF   | 2R   | 2R   |   |
| Roland Garros        | –  | 1R   | HF   | 1R   | HF   | –    | 3R   | 1R   |   |
| Wimbledon            | 1R | HF   | 3R   | 3R   | g.t. | W    | F    | 3R   |   |
| US Open              | –  | 1R   | 3R   | 2R   | F    | 1R   | KF   | 2R   |   |
| ATP Finals           |    |      |      |      |      |      |      |      |   |
| ATP Finals           | –  | –    | G    | –    | W    | HF   | F    | –    |   |
| ATP Masters 1000     |    |      |      |      |      |      |      |      |   |
| Indian Wells         | –  | 1R   | 1R   | W    | g.t. | KF   | 1R   | 2R   |   |
| Miami                | –  | KF   | KF   | 2R   | –    | W    | 2R   | 1R   |   |
| Monte Carlo          | –  | –    | –    | W    | g.t. | W    | KF   | 2R   |   |
| Madrid               | –  | –    | W    | 2R   | g.t. | F    | 2R   | 2R   |   |
| Rome                 | –  | 2R   | 1R   | 2R   | 2R   | W    | W    | 1R   |   |
| Montreal/Toronto     | –  | 1R   | HF   | 1R   | g.t. | F    | 2R   | 1R   |   |
| Cincinnati           | –  | 1R   | KF   | 1R   | KF   | 2R   | 2R   | KF   |   |
| Shanghai             | –  | 1R   | KF   | 1R   | g.t. | g.t. | g.t. | 1R   |   |
| Parijs               | –  | 1R   | 2R   | 1R   | KF   | 2R   | –    | –    |   |
| Olympische Spelen    |    |      |      |      |      |      |      |      |   |
| Olympische Spelen    | –  | g.t. | g.t. | g.t. | g.t. | W    | g.t. | g.t. |   |
| statistieken         |    |      |      |      |      |      |      |      |   |
| totaal aantal titels | 0  | 2    | 2    | 3    | 0    | 9    | 5    | 3    | 0 |
| eindejaarsranking    | 74 | 32   | 13   | 15   | 8    | 2    | 8    | 43   |   |

### Gemengd dubbelspel
| grandslamtoernooien |      |      |      |      |    |      |      |  |
| Australian Open     | –    | –    | 1R   | W    | 1R | –    | 2R   |  |
| Roland Garros       | 1R   | 2R   | KF   | g.t. | –  | –    | –    |  |
| Wimbledon           | 3R   | 3R   | 3R   | g.t. | –  | –    | 2R   |  |
| US Open             | 2R   | F    | 1R   | g.t. | –  | 1R   | –    |  |
| Olympische Spelen   |      |      |      |      |    |      |      |  |
| Olympische Spelen   | g.t. | g.t. | g.t. | g.t. | –  | g.t. | g.t. |  |